# Megaselia spinipectus
Megaselia spinipectus är en tvåvingeart som beskrevs av Borgmeier 1971. Megaselia spinipectus ingår i släktet Megaselia och familjen puckelflugor. Inga underarter finns listade i Catalogue of Life.